# 4792 Lykaon
4792 Lykaon (1988 RK1) là một thiên thể Troia của Sao Mộc, trong nhóm Troia, được phát hiện ngày 10 tháng 9 năm 1988 bởi C. S. Shoemaker ở Palomar.